# Saryagasj
Saryagasj (kazakiska: Saryaghash, ryska: Сарыагаш) är en ort i Kazakstan.   Den ligger i oblystet Sydkazakstan, i den södra delen av landet, 1 100 km söder om huvudstaden Astana. Saryagasj ligger 428 meter över havet och antalet invånare är 25 139.
Terrängen runt Saryagasj är platt, och sluttar västerut. Runt Saryagasj är det mycket tätbefolkat, med 9 300 invånare per kvadratkilometer. Det finns inga andra samhällen i närheten. Runt Saryagasj är det i huvudsak tätbebyggt.